# Sissy-Boy
Sissy-Boy ist eine im Jahr 1982 gegründete niederländische Modemarke. Neben Kleidung verkauft sie auch Wohndekoration, Möbel und Kosmetik.
2018 machte die Kette 60 Millionen Euro Umsatz und hatte rund 600 Mitarbeitende, sie unterhielt 45 Filialen in den Niederlanden und Belgien. 2019 ging Sissy-Boy in die Insolvenz und wurde daraufhin von der in Tilburg ansässigen Termeer Group aufgekauft, einem Familienunternehmen in vierter Generation, das auch die niederländischen Schuhmarken Manfield und Sacha besitzt.